# Мухаммед аль-Буртукалі
Мухаммед аль-Буртукалі (1464 — 1526) — 2-й султан Марокко з династії Ваттасидів. Повне ім'я Абу Абдаллах Мухаммад ібн Мухаммад аль-Буртукалі. Лакаб аль-буртукалі перекладається як «Португалець».

## Життєпис
Син Мухаммада аш-Шейха. Народився 1464 року в Асілі. На той час батько боровся за владу над Марокко. 1471 року португальці захопили міста Танжер і Асілу, де було схоплено Мухаммада разом з рідними. В обмін на інші міста рідню Мухаммада аш-Шейха було звільнено, а самого молодого Мухаммада було відправлено до Лісабону. У 1472 року його батько стає султаном Марокко. Повернувся Мухаммад на батьківщину в 1473 році.
1504 року після смерті батька успадкував трон. Спрямував зусилля на відновлення кордонів часів Маринідів. Намагався подолати бунтівні берберські племена та відвоювати міста, захоплені португальцями. Втім у 1507 році було втрачено порт Агадир, 1508 року султан не зміг завадити португальцям захопити місто-порт Сафі. Того ж року султан здійснив напад на Асілу, але не зміг відвоювати місто. 1509 року відправив аль-Ваззана з дипломатичним завданням до імперії Сонгаї.
1511 року взяв в облогу Танжер, але зазнав там невдачі. Того ж року шейх Абу Абдаллах аль-Каїм з роду Саадитів, захопив важливе місто Сус, почавши джихад проти португальців. Султан надав шейху згоду на його боротьбу та підтвердив правління над Сусом.
1513 року португальці захопили порт Аземмур, а 1514 року — Мазаган. У 1515 року марокканське військо спробувало відвоювати Асілу, але марно. Разом з тим султанське військо відбило португальський напад на Марракеш.
1524 році Саадити почали війну проти Мухаммеда аль-Буртукалі, захопивши важливе місто Марракеш. Невдовзі султан втратив будь-який вплив на південні регіони держави. Помер 1526 року. Трон успадкував син Абу'л-Аббас Ахмад.